# Latrodectus corallinus
Latrodectus corallinus (лат.) — вид чёрных вдов семейства пауков-тенётников родом из Аргентины. Самка приблизительно 12 мм в длину, чёрного окраса с огромной красной меткой на её брюшке. Может забрести в помещения к человеку или жить близко по соседству у домов, но обычно живут в сельскохозяйственных угодьях. Неагрессивный вид. Пик активности выпадает на декабрь-март и лето в южном полушарии. Яд нейротоксичный, укус сопровождается мышечными спазмами, болью и потовыделением. Укус лечится существующими антидотами или обезболивающими.